# Andrej Šporn
Andrej Šporn (* 1. Dezember 1981 in Kranj) ist ein ehemaliger slowenischer Skirennläufer. Er war hauptsächlich in den Disziplinen Abfahrt und Super-G aktiv.

## Biografie
Im Dezember 1996 nahm Šporn an seinen ersten FIS-Rennen teil, ab Januar 1999 folgten Einsätze im Europacup. Am 10. Dezember 2001 bestritt er sein erstes Weltcup-Rennen, den Slalom in Madonna di Campiglio. Es dauerte mehr als drei Jahre, bis er mit Platz 20 im Slalom von Flachau am 4. Januar 2004 erstmals Weltcuppunkte gewann. Eine Woche später überraschte er in Chamonix als Sechster der Kombination. Zu Beginn des nächsten Winters erreichte er Platz acht im Slalom von Beaver Creek.
Die folgenden zwei Jahre waren jedoch von zahlreichen Ausfällen und Nichtqualifikationen zu zweiten Läufen geprägt. Šporn vollzog einen allmählichen Wechsel von den technischen zu den schnellen Disziplinen, in denen er sich mehr Erfolg erhoffte. In der Saison 2005/06 erreichte er den fünften Platz in der Hahnenkamm-Kombination von Kitzbühel und den sechsten Platz in der Super-Kombination von Chamonix. Nach eher mittelmäßigen Leistungen in den Folgejahren überraschte er am 23. Januar 2010 mit dem zweiten Platz in der Hahnenkammabfahrt in Kitzbühel. Weitere Top-10-Ergebnisse in Abfahrten folgten.
Šporn nahm zweimal an Olympischen Spielen und dreimal an Weltmeisterschaften teil. Bei den Olympischen Winterspielen 2006 in Turin wurde er 15. im Super-G, 2010 in Vancouver in derselben Disziplin 18. Bei den Weltmeisterschaften 2005 in Bormio schied er sowohl im Slalom als auch in der Kombination aus; bei den Weltmeisterschaften 2007 in Åre belegte er Platz 19 in der Abfahrt. Nachdem er an der WM 2009 nicht teilgenommen hatte, erreichte er bei den Weltmeisterschaften 2011 in Garmisch-Partenkirchen den sechsten Rang in der Abfahrt sowie Platz 20 im Super-G.
Bei Winter-Universiaden gewann Šporn von 2001 bis 2005 je eine Gold-, Silber- und Bronzemedaille. Von 2004 bis 2008 wurde er fünfmal Slowenischer Meister.
Nach der Saison 2017/18 trat er vom aktiven Skirennsport zurück.

## Erfolge

### Olympische Spiele
- Turin 2006: 15. Super-G, 30. Kombination, 31. Abfahrt
- Vancouver 2010: 18. Super-G, 25. Riesenslalom

### Weltmeisterschaften
- Åre 2007: 19. Abfahrt, 44. Super-G
- Garmisch-Partenkirchen 2011: 6. Abfahrt, 20. Super-G
- Schladming 2013: 11. Abfahrt, 31. Super-G

### Weltcup
- Saison 2009/10: 10. Abfahrtsweltcup
- 5 Platzierungen unter den besten fünf, darunter 1 Podestplatz

### Weltcupwertungen
| Saison  | Gesamt | Gesamt | Abfahrt | Abfahrt | Super-G | Super-G | Slalom | Slalom | Kombination | Kombination |
| Saison  | Platz  | Punkte | Platz   | Punkte  | Platz   | Punkte  | Platz  | Punkte | Platz       | Punkte      |
| ------- | ------ | ------ | ------- | ------- | ------- | ------- | ------ | ------ | ----------- | ----------- |
| 2003/04 | 77.    | 70     | -       | -       | –       | –       | 45.    | 30     | 9.          | 40          |
| 2004/05 | 89.    | 44     | -       | -       | –       | –       | 35.    | 44     | -           | -           |
| 2005/06 | 52.    | 136    | -       | -       | –       | –       | 56.    | 13     | 8.          | 123         |
| 2006/07 | 101.   | 36     | -       | -       | 30.     | 25      | -      | -      | 39.         | 11          |
| 2007/08 | 102.   | 32     | 61.     | 2       | 51.     | 4       | -      | -      | 34.         | 26          |
| 2008/09 | 102.   | 30     | 41.     | 14      | 48.     | 4       | -      | -      | 36.         | 12          |
| 2009/10 | 31.    | 230    | 10.     | 189     | 35.     | 22      | –      | –      | 32.         | 19          |
| 2010/11 | 38.    | 232    | 13.     | 180     | 24.     | 52      | –      | –      | -           | -           |
| 2011/12 | 53.    | 168    | 21.     | 155     | 46.     | 13      | –      | –      | -           | -           |
| 2012/13 | 61.    | 107    | 23.     | 99      | 44.     | 8       | –      | –      | -           | -           |
| 2013/14 | 120.   | 12     | 46.     | 12      | -       | -       | –      | –      | -           | -           |
| 2015/16 | 107.   | 132    | 40.     | 32      | -       | -       | –      | –      | -           | -           |

### Junioren-Weltmeisterschaften
- Megève 1998: 10. Abfahrt
- Québec 2000: 14. Super-G, 14. Slalom, 37. Riesenslalom
- Verbier 2001: 10. Slalom

### Europacup
- Saison 2002/03: 3. Slalomwertung
- 5 Podestplätze

### Weitere Erfolge
- Universiade 2001 in Zakopane: 1. Slalom
- Universiade 2003 in Tarvis: 2. Abfahrt
- Universiade 2005 in Innsbruck: 3. Slalom
- 4 Siege im South American Cup
- 7 Siege in FIS-Rennen
- 5 slowenische Meistertitel:
  - 2× Abfahrt (2004 und 2008)
  - 1× Riesenslalom (2008)
  - 2× Kombination (2006 und 2008)